# Musée international du manga de Kyoto
Le musée international du manga de Kyoto (京都国際マンガミュージアム, Kyōto kokusai manga myūjiamu, en anglais Kyoto International Manga Museum) est un musée situé à Kyoto au Japon qui conserve et expose des documents concernant les mangas. Le nombre de mangas archivés au moment de l'ouverture (le 25 novembre 2006) dépassait déjà 300 000, comprenant des magazines de l'époque Meiji, des œuvres modernes populaires du Japon et de différents pays.

## Histoire

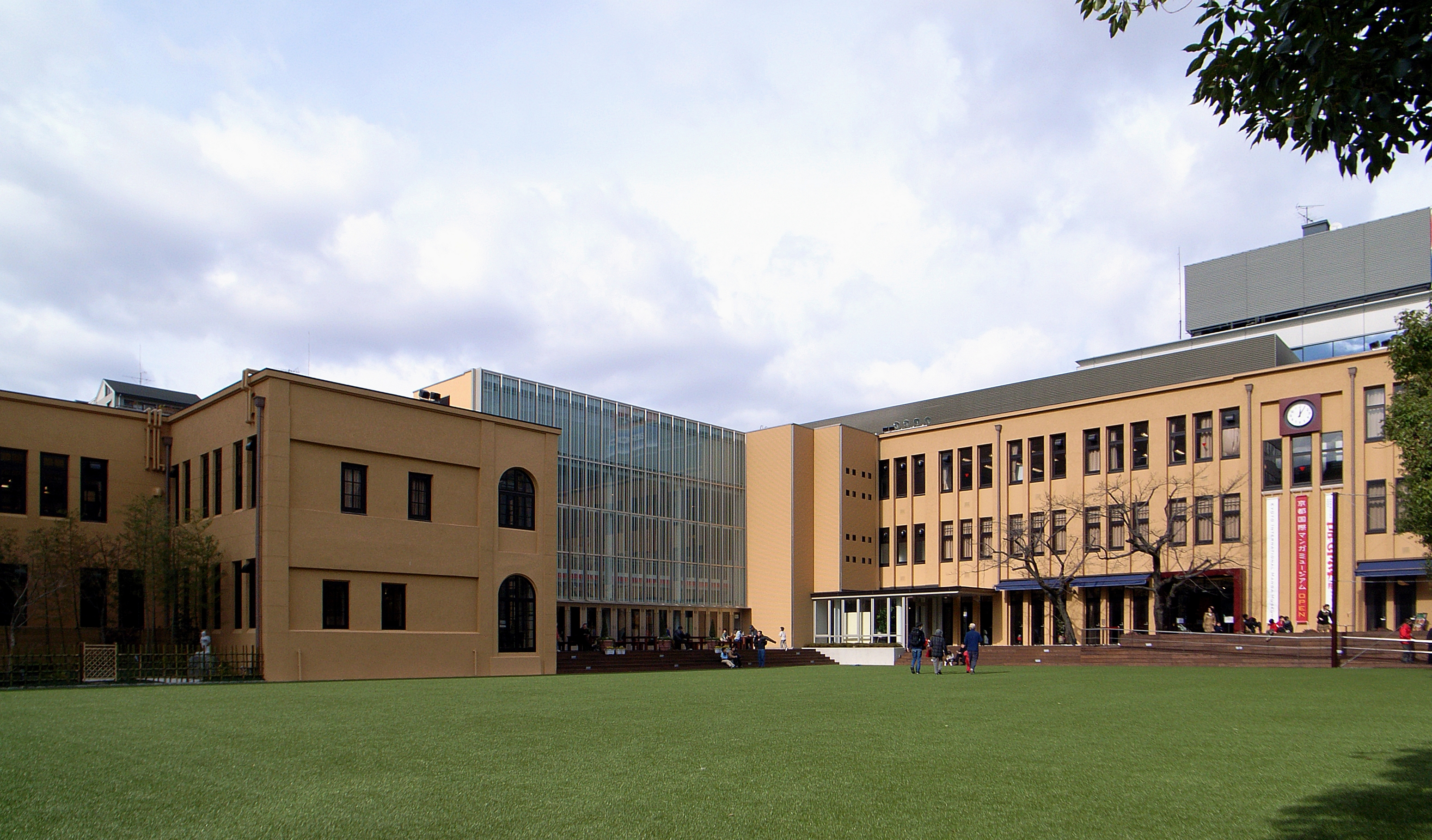
Cour intérieure du musée.

Le projet est un partenariat entre la municipalité de Kyoto, qui a offert le terrain et les bâtiments, et l'Université Kyoto Seika, qui a créé la Faculté d'études des mangas sur les lieux d'une ancienne école primaire, située au centre de la ville.
Takeshi Yōrō (ja), un anatomiste, a été le premier à obtenir le poste de directeur de cette faculté et quatre chercheurs spécialisés en histoire de l'art et en histoire contemporaine sont chargées des recherches axées sur la culture du manga.

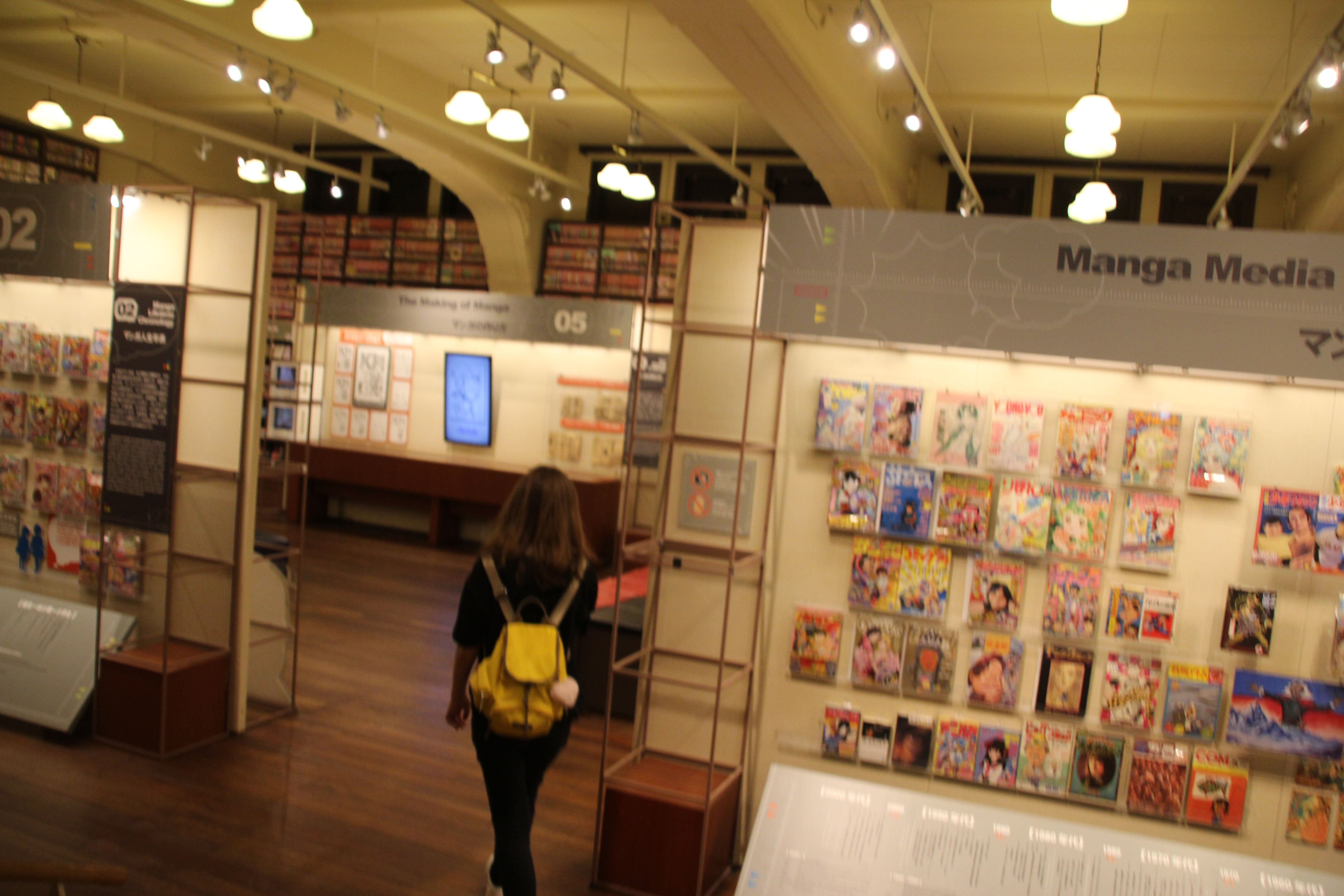
Intérieur du musée, une des salles
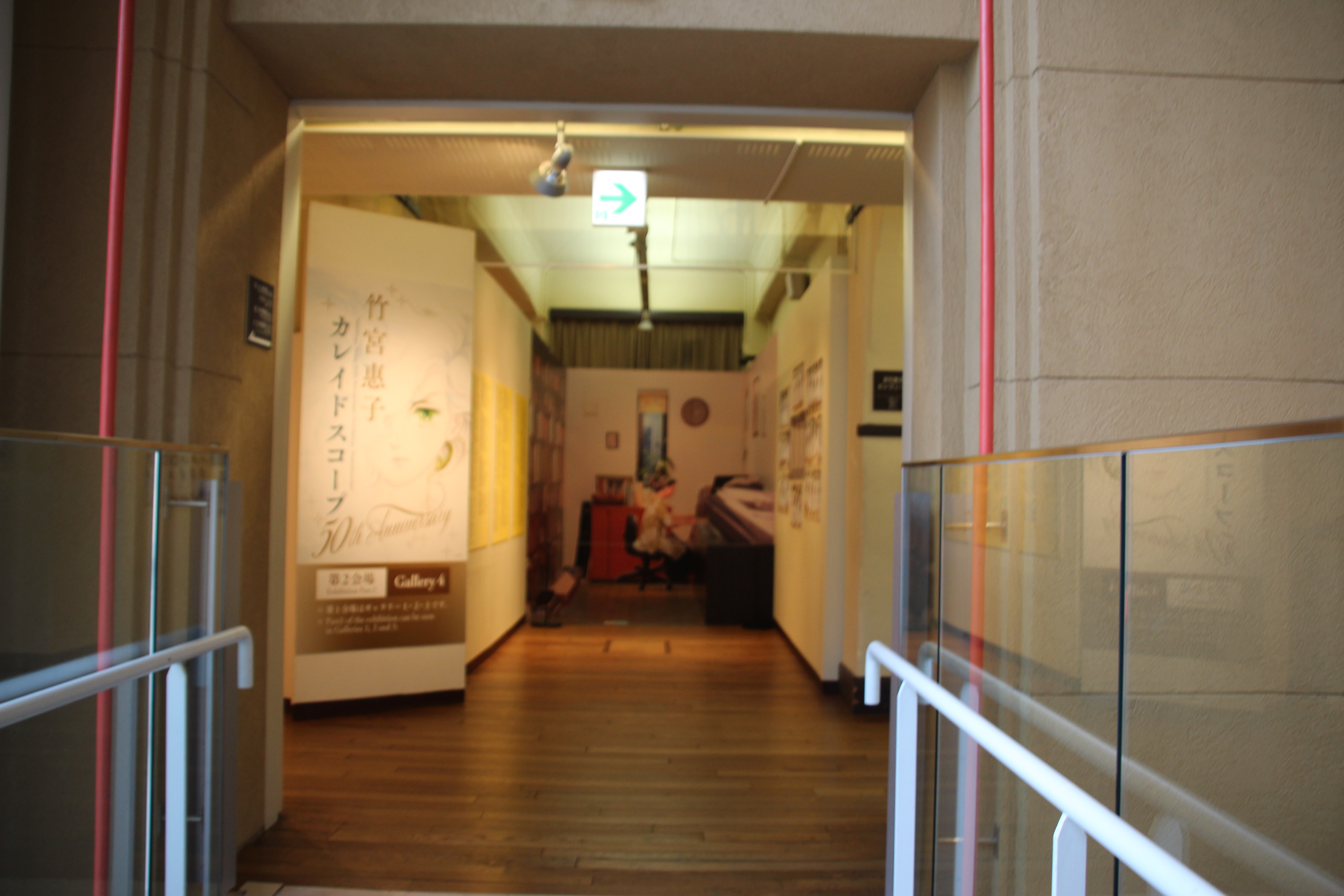
Intérieur du musée, un couloir

## Distinction
En 2012, le musée reçoit le Prix Spécial de l'Association des auteurs de bande dessinée japonais.
En 2016, à l'occasion de son dixième anniversaire, le musée reçoit le prix spécial du Prix culturel Osamu Tezuka en qualité de reconnaissance pour sa contribution à la culture du manga.